# Cantón de Nanteuil-le-Haudouin
El cantón de Nanteuil-le-Haudouin es una división administrativa francesa, situada en el departamento de Oise y la región de Picardía.
Desde 2001 y hasta 2008, su consejero general es Jean-Paul Douet, del PC, que además es el alcalde de Montagny-Sainte-Félicité.

## Geografía
Este cantón se organiza alrededor de Nanteuil-le-Haudouin, en el distrito de Senlis. Su altitud varía de 59 m (Borest) a 162 m (Rosières), teniendo una altitud media de 98 m.

## Composición
El cantón de Nanteuil-le-Haudouin agrupa 19 comunas y cuenta con 16 628 habitantes (según el censo de 1999).
| Comunas                  | hab.  | código postal | código INSEE |
| ------------------------ | ----- | ------------- | ------------ |
| Baron                    | 777   | 60300         | 60047        |
| Boissy-Fresnoy           | 799   | 60440         | 60079        |
| Borest                   | 326   | 60300         | 60087        |
| Chèvreville              | 447   | 60440         | 60148        |
| Ermenonville             | 830   | 60950         | 60213        |
| Ève                      | 467   | 60330         | 60226        |
| Fontaine-Chaalis         | 320   | 60300         | 60241        |
| Fresnoy-le-Luat          | 430   | 60800         | 60261        |
| Lagny-le-Sec             | 1 806 | 60330         | 60341        |
| Montagny-Sainte-Félicité | 405   | 60950         | 60413        |
| Montlognon               | 236   | 60300         | 60422        |
| Nanteuil-le-Haudouin     | 3 126 | 60440         | 60446        |
| Ognes                    | 257   | 60440         | 60473        |
| Péroy-les-Gombries       | 990   | 60440         | 60489        |
| Le Plessis-Belleville    | 2 806 | 60330         | 60500        |
| Rosières                 | 130   | 60440         | 60546        |
| Silly-le-Long            | 1 105 | 60330         | 60619        |
| Ver-sur-Launette         | 1 006 | 60950         | 60666        |
| Versigny                 | 365   | 60440         | 60671        |

## Demografía
| 8,493 | 9,135 | 10,407 | 12,374 | 15,077 | 16,628 |
| Para los censos de 1962 a 1999 la población legal corresponde a la población sin duplicidades (Fuente: INSEE [Consultar]) |       |        |        |        |        |